# Bahoun
Bahoun est une commune rurale située dans le département de Boni de la province de Tuy dans la région des Hauts-Bassins au Burkina Faso.

## Géographie
Bahoun se trouve à 6 km au sud-est de Boni et à 4 km au sud de la route nationale 1.

## Santé et éducation
Le centre de soins le plus proche de Bahoun est le centre de santé et de promotion sociale (CSPS) de Boni.